# Expédition Jackson-Harmsworth

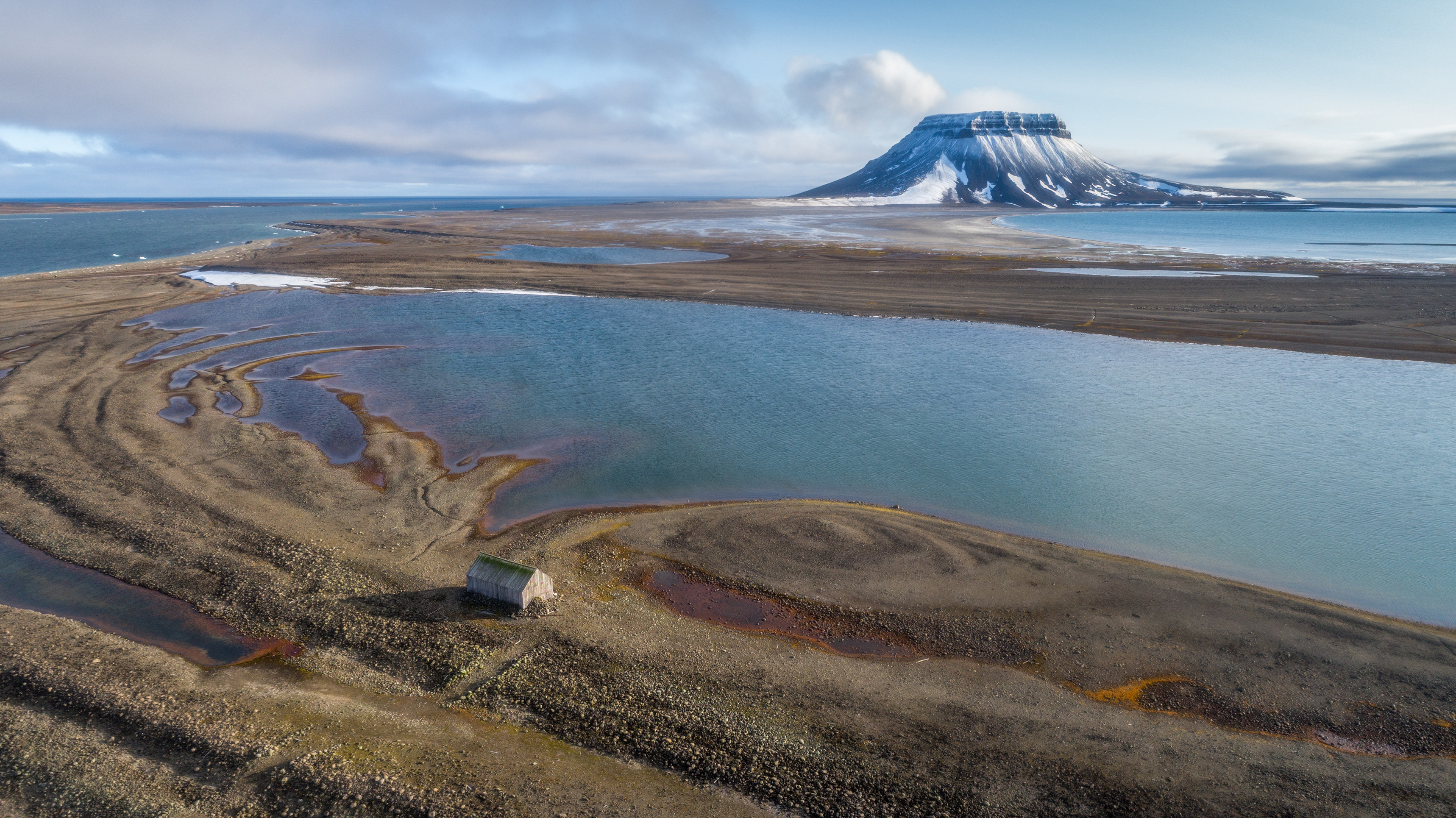
Île Bell (Terre François-Joseph) explorée par l'expédition en 1896.

L’expédition Jackson-Harmsworth est une expédition polaire sur l'archipel François-Joseph qui eut lieu de 1894 à 
1897. Dirigée par l'explorateur britannique Frederick George Jackson et financée par le propriétaire des journaux Alfred Harmsworth, l'expédition partie sur la base de cartes erronées qui faisaient de François-Joseph une masse terrestre s'étendant jusqu'au pôle Nord. L'expédition a prouvé finalement que c'était en fait un archipel, dont le nord de l'île s'étendait pas plus loin que 81°N.
Le 17 juin 1896, Jackson a rencontré par hasard Fridtjof Nansen et son coéquipier Hjalmar Johansen et a pu les ramener à son camp après qu'ils ont été mis en difficulté après leur départ du navire Fram le 14 mars 1895.